# الکتریک اورتیم
الکتریک اورتیم (به ترکی استانبولی: Elektrik Üretim) شرکت برق ترکیه‌ای است، که در زمینه تولید، انتقال و توزیع برق، همچنین استخراج زغال قهوه‌ای فعالیت می‌کند.
شرکت الکتریک اورتیم در سال ۲۰۰۱ تأسیس شد و در حال حاضر بزرگترین شرکت برق ترکیه می‌باشد.
دفتر مرکزی این شرکت در شهر آنکارا، ترکیه قرار دارد و بخشی از سهام آن در بازار بورس استانبول معامله می‌شود.